# Heteropoda lebar
Heteropoda lebar — вид павуків з родини Sparassidae. Описаний у 2024 році.

## Назва
Видова назва походить від малайського слова «lebar» (ليبار), що означає «широкий» і вказує на те, що самці з розширеним сім'япровідником.

## Поширення
Ендемік Малайзії. Поширений у штаті Паханг. Виявлений на курорті Пагорб Фрейзера та у районі Камерон-Гайлендс. Особини цього виду живуть у первісних лісах на підстилці, активні вночі на підстилці листя.

## Розміри
Голотип самця має розміри 17,1 мм, а паратипу самиці — 27,8 мм. Самці — від 16,0 до 19,1 мм, а самиці — від 18,6 до 27,8 мм.